# Dardan Morina
Dardan Morina (* 4. April 1990 in Drenoc, Kosovo) ist ein kosovarisch-deutscher Kickboxer, Schauspieler und Model. Morina ist mehrfacher Weltmeister in fünf verschiedenen Kampfsport-Verbänden. Er veranstaltet seit 2016 Kampfsport-Veranstaltungen unter dem Titel Gladiator Fight Night und betreibt mit seinem Bruder das Fitness-Studio Gladiators Gym in Ingolstadt.

## Leben
Im Alter von sechs Jahren ist Morina mit seiner Familie nach Deutschland ausgewandert. Das Boxen begann er im Alter von 13 Jahren in Ingolstadt. In den Jahren von 2006 bis 2009 absolvierte er eine Ausbildung zum Sport- und Fitnesskaufmann. Außerdem arbeitet er als Personal Trainer und betreibt den Gladiator Fight Club Ingolstadt. Er kämpft in der Gewichtsklasse Mittelgewicht/Supermittelgewicht.
Morina wird von dem Ex-Weltmeister Mladen Steko und seinem Bruder Gentian trainiert. Seit 2012 ist Morina Kämpfer bei Mladen Steko und kämpft regelmäßig im Rahmen der Steko’s Fight Night um Weltmeistertitel im Profi-Kickboxen unter den Kampfnamen „The Gladiator“ und „Mr. Perfect“.
Morina war 2018 Teilnehmer bei Showdown – Die Wüsten-Challenge.

## Erfolge

### Boxen Amateur
2003–2008:
- 2 × Bayerischer Meister
- Süddeutscher Vizemeister
- Mehrf. Südbayerischer Meister
- Mehrf. Oberbayerischer Meister

### Thaiboxen Amateur
- 2005: Deutscher Meister Thaiboxen Amateure
- 2006: Europameister Thaiboxen IFMA
- 2007: Deutscher Meister Thaiboxen
- 2007: 4. Platz Weltmeisterschaft Bangkok IFMA

### Kickboxen Amateur
- 2005: 3. Platz Kickboxen mit Lowkick ISKA Europameisterschaft
- 2005: 3. Platz Kickboxen Fullcontact ISKA Europameisterschaft
- 2006: 4 × Deutscher Meister ISKA Kickboxen mit Lowkick/Fullcontact / Leichtcontakt/Leichtcontakt Senioren*
- 2006: 1. Platz Kickboxen ISKA Europameisterschaft KB Lowkick  UNGARN/Szentes
- 2006: 1. Platz Kickboxen ISKA Europameisterschaft Fullcontakt UNGARN
- 2006: 3. Platz Kickboxen ISKA Leichtkontakt Europameisterschaft UNGARN
- 2006: 3. Platz Kickboxen ISKA Leichtkontakt Senioren Europameisterschaft UNGARN
- 2007: Mehrfacher Deutscher Meister ISKA/IKBF/WAKO/WKA
- 2007: Mehrfacher Bayerischer Meister BAKU/WKA

Zusammenfassung  Kickboxen: − 2 × Europameister 11 × Deutscher Meister

### Erfolge als Profi seit 2008
- 2008: Deutscher Meister IKBO
- 2008: Europameister ISKA
- 2011: Weltmeister IMC
- 2011: Weltmeister WPMF
- 2012: Weltmeister WKU
- 2012: Weltmeister WKA
- 2012: Weltmeister[6] ISKA
- 2013 Weltmeister WKU
- 2014 Weltmeister WKU
- 2015 Weltmeister WKU
- 2016 Weltmeister WKU
- 2017 Weltmeister WKU
- 2018 Weltmeister WKU
- 2019 Weltmeister WKU

## Steko Fights
- 2012
  - Mai – München Olympiahalle – Joe Edwards – Sieg KO 5. Runde
  - September – Circus Krone – Mario Cvitanovic – Sieg KO 2. Runde
  - Dezember – Berlin Adlershof – Lorand Sachs – Sieg KO 5. Runde
- 2013
  - Februar – Postpalast – Wilfried Martin – Sieg Pkt
  - April – Carl Benz Arena Stuttgart – Mehmet Balik – Sieg KO 1. Runde – 11 Sek Superfight
  - Juni – Circus Krone – Filip Kulawinski – Sieg Pkt
  - September – Bayreuth – Kade Sherlock – Superfight – Sieg Pkt
  - Dezember – Circus Krone – Mario Agatic – Sieg Pkt
- 2014
  - März – Circus Krone – Jose Barradas[7] – Sieg KO 3. Runde
  - Oktober – Circus Krone – Solomon Wickstead[8] – Unentschieden
  - Dezember – Circus Krone – Dominik Zadora[9] – Sieg KO 2. Runde
- 2015
  - März – München Postpalast – Michal Halada[10] – Sieg KO 2. Runde
  - September – München Circus Krone – Cedrik de Keirsmaker – no contest
- 2016
  - Februar – München Postpalast – Jake Fallon – Sieg durch Punkte
  - Mai – Ingolstadt Saturn Arena – Sean Cempel – KO 1. Runde
  - September – München Deutsches Theater – Björn Arwesen – KO 3. Runde
- 2017
  - März – München Postpalast – Dawid Nowak – KO 2. Runde[11]
  - Juli – Zenith-Halle München – Matteo Calzetta – KO 3. Runde[12]
  - September – VS Adrian Mitu – Punktsieg[13]
- 2018
  - Februar – München Postpalast – Kamon Chetphaophan[14] – KO 2 Runde
  - September – München Deutsches Theater – Christian Guiderdone[15] – Sieg Punkte
- 2019
  - September – München Circus Krone – Erkan Varol – Sieg Punkte